# Ruth Handler
Ruth Marianna Handler  (nhũ danh Mosko; 4 tháng 11 năm 1916 - 27 tháng 4 năm 2002) là một nữ doanh nhân và nhà phát minh người Mỹ. Bà được biết đến nhiều nhất với việc phát minh ra búp bê Barbie vào năm 1959. Bà là người đồng sáng lập hãng sản xuất đồ chơi Mattel cùng với chồng là Elliot, đồng thời là chủ tịch đầu tiên của công ty từ năm 1945 đến năm 1975.